# Aïn Beïda (Ouargla)
Aïn Beïda è un comune dell'Algeria, situato nella provincia di Ouargla.